# جاستوس کلاپروت

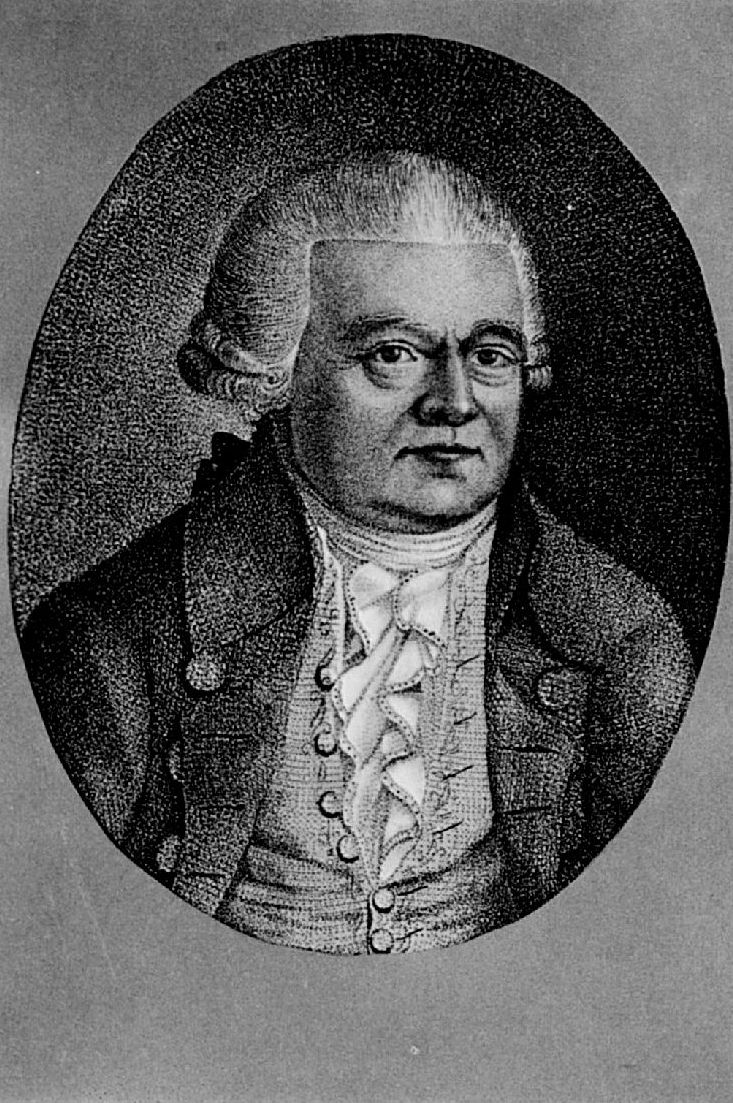
جاستوس کلپروت

جاستوس کلاپروت (به انگلیسی: Justus Claproth) زندگانی (۲۸ دسامبر ۱۷۲۸–۲۰ فوریه ۱۸۰۵) یک حقوقدان آلمانی و مخترع فرایند جوهر زدایی (سفید سازی) بازیافت کاغذ بود.